# عبد الله العمار
عبد الله العمار (بالإنجليزية: Abdullah Al-Ammar)‏؛ مواليد 1 مارس 1994 في، السعودية، هو لاعب كرة قدم سعودي يلعب لالنادي الأهلي.
أعاره الهلال إلى نادي الفتح عام 2016 و بعدها إنتقل رسمياً إلى نادي الفتح و إنتقل إلى نادي الاتحاد في يناير 2019 و انتقل إلى نادي ضمك في صيف 2020 و بعدها إنتقل رسميًا إلى النادي الأهلي في سبتمبر 2023

## روابط خارجية
- عبد الله العمار على موقع قاعدة بيانات كرة القدم.إي يو (الإنجليزية)
- عبد الله العمار على موقع Soccerway.com (الإنجليزية)